# Liste von Schwimmbrücken gemäß den Kennblättern fremden Geräts D 50/14

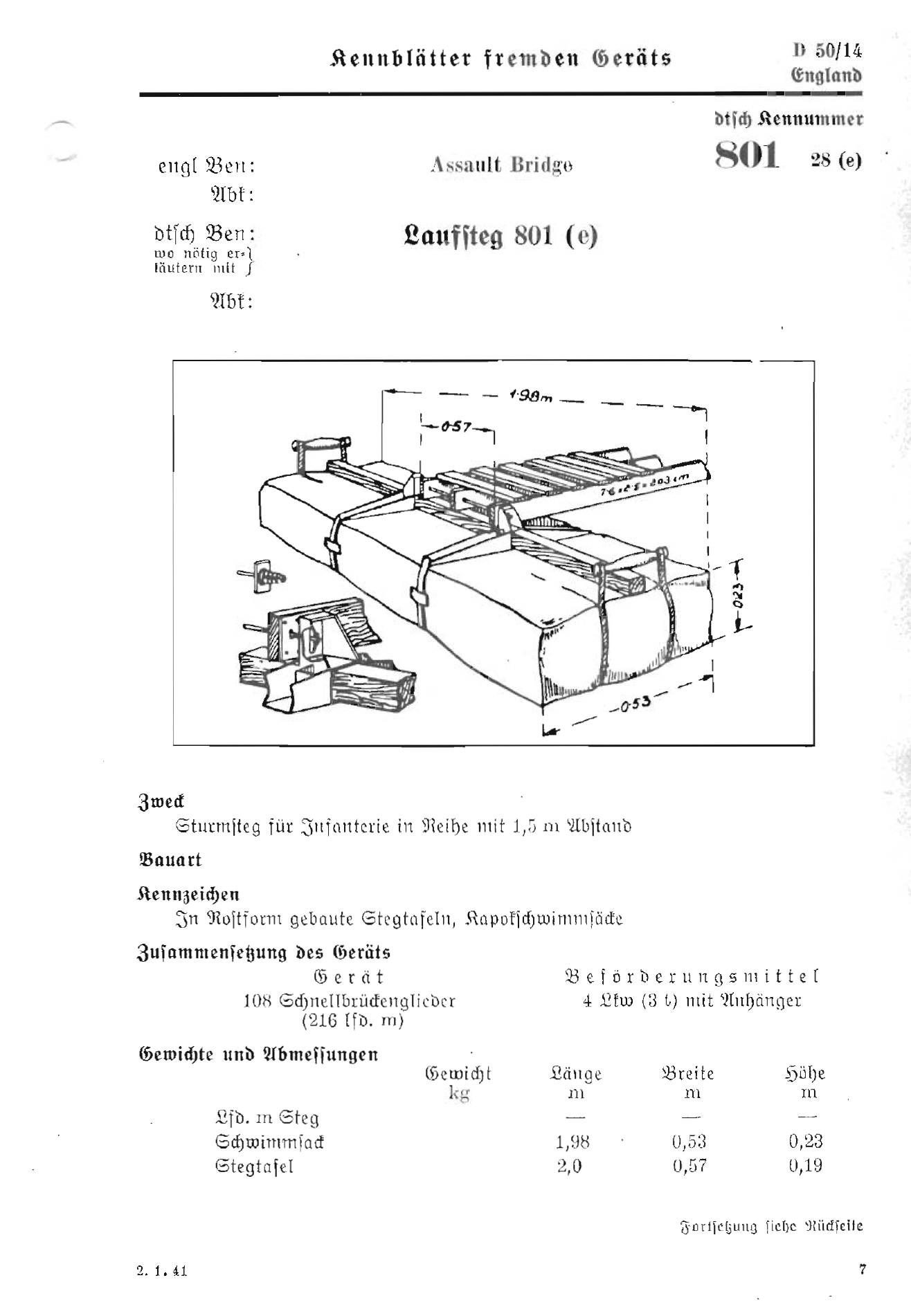
Kennblattbeispiel zu
D 50/14 Nr 801 28 (e)

In dieser Liste von Behelfsbrücken gemäß den Kennblättern fremden Geräts D 50/14 werden Fremdgeräte vom Typ Schwimmbrücke aufgeführt, die vom Heereswaffenamt verzeichnet wurden.
Nachfolgend ein Überblick/Auszug zur offiziellen Dokumentation Kennblätter fremden Geräts D 50/14: Pioniergerät.

## Hinweise zur Liste
Aufbau der Tabelle
Untenstehende Tabelle führt folgenden Spalteninhalte:
- dtsch. Kennnr. (deutsche Kenn-Nummer), dies entspricht dem Originalindex in den Kopfzeilen der Kennblätter mit Kennnummer, Stoffgebietenummer und Beutezeichen.
- Abk. dtsch. Ben. (Abkürzung deutsche Benennung), Originalbezeichnung entnommen aus der fünften Zeile der Kennblätter.
- Landesbez. nach HWA (Heereswaffenamt), Originalangaben entnommen aus der ersten Zeile der Kennblätter.
- (Wikipedia-Artikel) Link zum Wikipedia-Artikel in runden Klammern in der zweiten Zeile unter Landesbez. nach HWA.
- Bild, eine Bildauswahl aus Wikipedia für dieses Objekt.
- Bemerkungen, Originalangaben entnommen aus den erweiterten Angaben der Kennblätter.

 Info: Die in der Tabelle angegebenen Originaleinträge sollen nicht geändert werden, weil diese den Angaben aus den Kennblättern entsprechen. Nach neuerem Forschungsstand sind teilweise Errata in den Kennblättern erkannt worden. Diese werden unten im Abschnitt Anmerkungen jeweils zur Kenn-Nummer erläutert. Die Wikilinks in den runden Klammern sollten das Lemma der entsprechenden Artikel in Wikipedia enthalten.

## Tabellarische Übersicht
| dtsch. Kennr. | Abk. dtsch. Ben.                   | Landesbez.nach HWA (Wikipedia-Artikel) | Bild         | Bemerkungen |
| ------------- | ---------------------------------- | -------------------------------------- | ------------ | --- |
| 801 28 (e)    | Laufsteg 801 (e)                   | Assault Bridge ( )                     |              | Sturmsteg für Infanterie, in Rostform gebaute Stegtafeln mit 108 Schnellbrückengliedern (216 m Länge), Transportiert auf vier 3 t Lkw mit Anhänger |
| 802 28 (f)    | Laufsteg 802 (f)                   | Passerelle sur sacs Habert ( )         |              | Laufsteg für Übergang von Sturmkolonnen in Reihe, |
| 811 28 (e)    | leichtes Übersetzgerät 811 (e)     | Folding boat equipment ( )             |              | Übersetzgerät für Infanterie und Fahrzeuge (weniger zum Brückenbau als zum Übersetzen genutzt), Transportiert auf acht 3 t Lkw mit Brückenwagen |
| 812 28 (f)    | leichtes Brückengerät 812 (f)      | Pont d’équipage „Delacroix“ ( )        | Bilderwunsch | leichtes Brückengerät für Kavalleriedivisionen, Transportiert auf 18 Brückenwagen (Pferdebespannt) |
| 831 28 (h)    | Brückengerät 831 (h)               | in D. 50/14 keine Angaben ( )          |              | für Divisionen (Pferdebespannt), für Heerestruppen (motorisiert), Transportiert auf 66 Fahrzeuge |
| 832 28 (f)    | Kriegsbrückengerät 832 (f)         | Pont d’équipage Mle 1901 ( )           |              | Brückengerät für Divisionen und Armeekorps (Modell 1901, veraltet), Transportiert auf 16 Pontonwagen, 2 Bootwagen, 4 Bockwagen, 2 Wagen für Außenbordmotoren, 1 Rammenwagen, 2 Schmiedewagen, 1 Vorratswagen, 1 Verbindungsgerätewagen, 1 Gasschutzwagen, 13 Verpfelgungswagen |
| 833 28 (f)    | Kriegsbrückengerät 833 (f)         | Pont d’équipage Mle 1901/1935 ( )      | Bilderwunsch | Brückengerät für Divisionen und Armeekorps (Modell 1901/1935, veraltet), Transportiert auf vier Zugmaschinen, 32 Lkw mit 32 Brückenanhänger |
| 834 28 (e)    | leichte Kastenträgerbrücke 834 (e) | Folding boat equipment ( )             |              | leichtes Kastenträgergerät mit Spurträger für Infanterie- und Kavalleriedivisionen, Transportiert auf drei dreiachsige Lkw |
| 835 28 (e)    | Kriegsbrückengerät 835 (e)         | Pontoon Bridge ( )                     |              | Kriegsbrückengerät der Armeekorps für Belastungen bis etwa 18 t, geschlossene Sperrholzpontons mit Stahlstreckträger, Transportiert auf 25 Ponton-Lkw mit Anhänger, 12 Bock-Lkw, 2 Motorboot-Lkw, 2 Lkw mit Sondergerät                                                        |
| 836 28 (f)    | Kriegsbrückengerät 836 (f)         | Pont d’équipage Mle 1935 ( )           |              | Brückengerät für Divisionen und Armeekorps (Modell 1935), einheitlicher Oberbau für alle Belastungen, Transportiert auf vier Zugmaschinen, 32 Lkw mit 32 Brückenwagen |
| 861 28 (e)    | schwere Kastenträgerbrücke 861 (e) | Large Box Girder Bridge ( )            |              | schweres Kastenträgergerät für schwere Heeresfahrzeuge Transportiert auf neun dreiachsige Lkw mit neun Sonderanhängern (3 t) |
| 862 28 (f)    | Kriegsbrückengerät 862 (f)         | Pont d’équipage „F C M“ ( )            |              | F C M: Forges et Chantier de la Mediterrannee, Kriegsbrückengerät für schwerste Heeresverkehrslasten, Transportiert auf sieben Zugwagen, 28 Lkw und 39 Brückenwagen |